# Jüdischer Friedhof Bödigheim

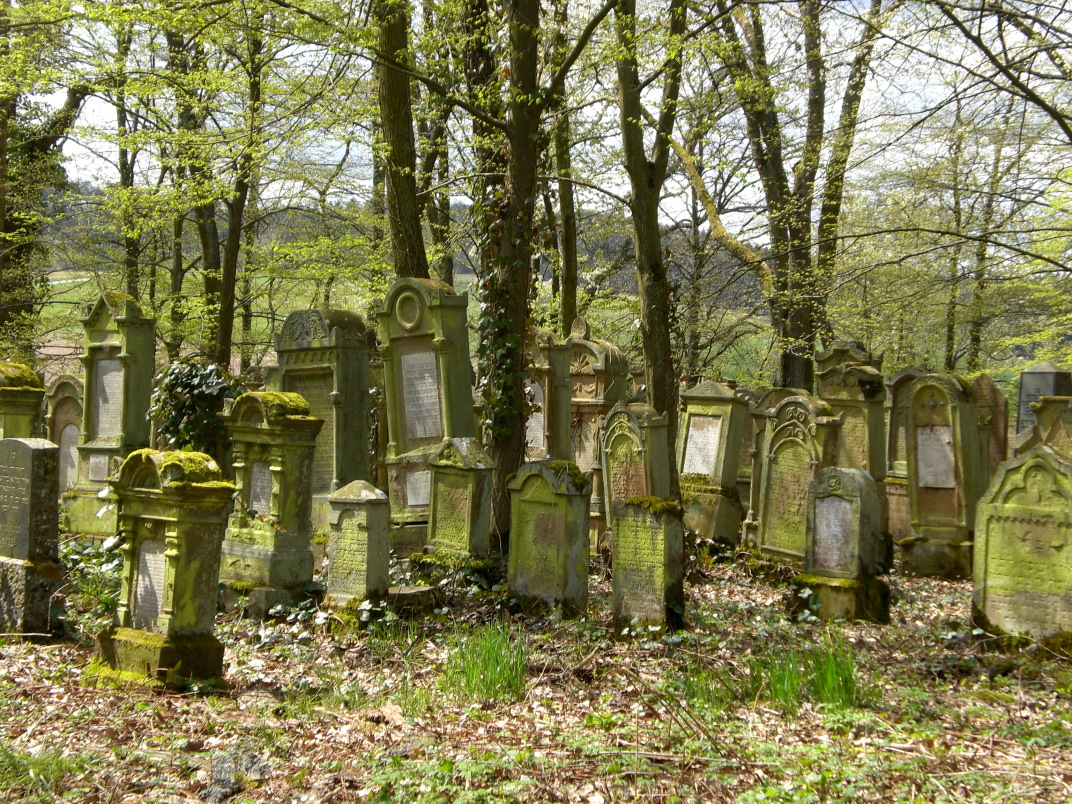
Jüdischer Friedhof Bödigheim

Panorama Friedhof Bödigheim

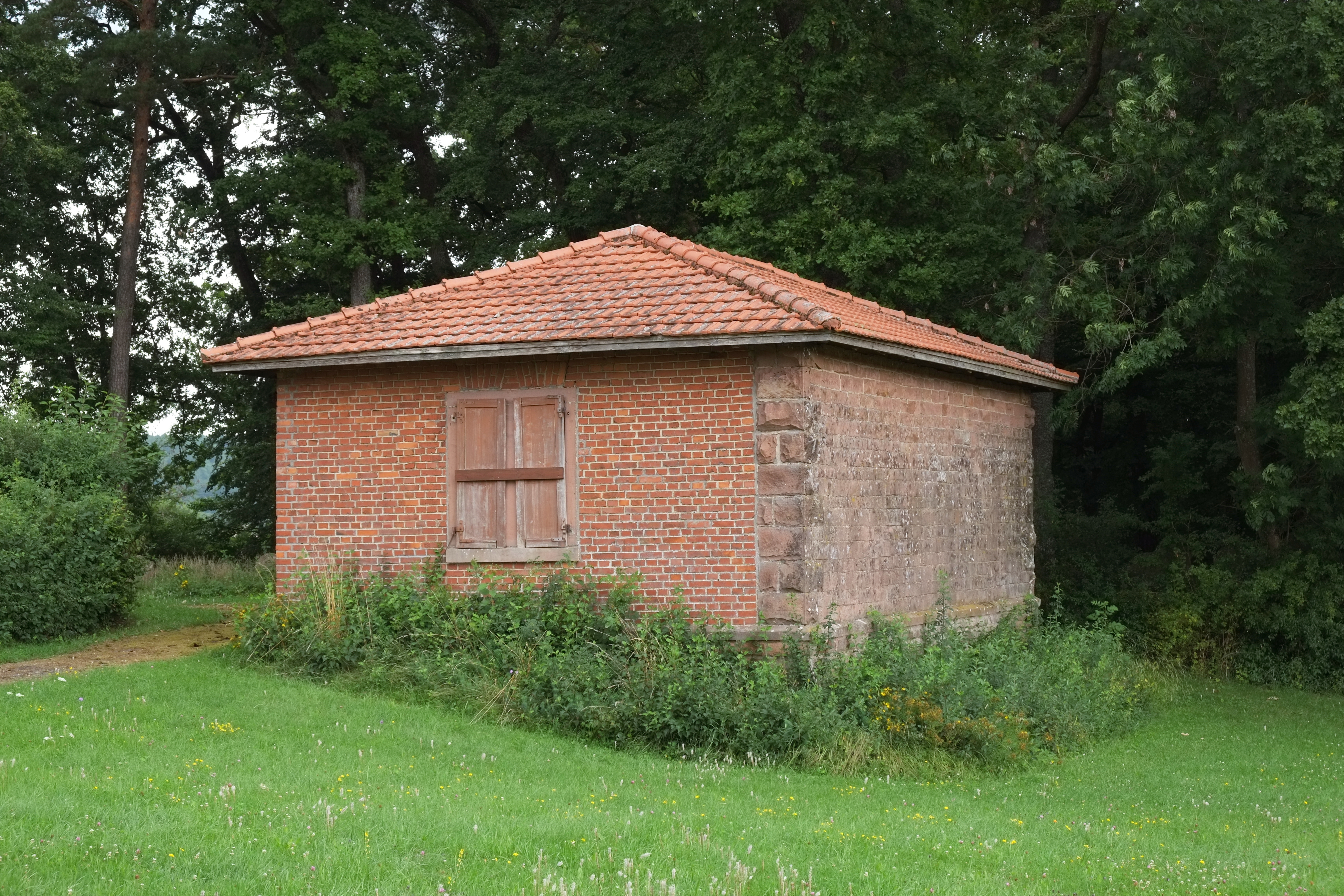
Taharahaus

Der Jüdische Friedhof in Bödigheim, einem Stadtteil von Buchen im Neckar-Odenwald-Kreis im nördlichen Baden-Württemberg, wurde wohl Ende des 15. oder Anfang des 16. Jahrhunderts angelegt. Der jüdische Friedhof ist ein geschütztes Kulturdenkmal.

## Geschichte
Der große jüdische Friedhof befindet sich an der Straße nach Waldhausen (Flurstücke Judenkirchhof und Judenacker, Fläche 140,69 Ar). Der Friedhof diente als Verbandsfriedhof bis zu 30 jüdischen Gemeinden aus dem Raum zwischen Strümpfelbrunn und Angeltürn als Begräbnisstätte. 1932 waren es nur noch zehn Gemeinden.
Die Schätzungen über die Zahl der Bestattungen liegen zwischen 2.000 und 4.000. Dokumentiert wurden bei der Aufnahme des Friedhofes im Jahr 2000 noch 1573 Grabstätten. Der älteste erhaltene Grabstein ist von 1628 und der letzte von 1939.
Vorhanden ist auch noch das Taharahaus von 1888, das 1984 renoviert wurde. Ebenso ein Leichenwagen von 1910 und eine hölzerne Totenbahre. Ein Kriegerdenkmal erinnert an die jüdischen Gefallenen des Ersten Weltkrieges aus: Angeltürn, Bödigheim, Buchen, Eberstadt, Großeicholzheim, Hainstadt, Kleineicholzheim und Strümpfelbrunn.
Eine Gedenktafel für die Opfer des Faschismus ist am jüdischen Friedhof mit acht Namen von jüdischen Opfern der Shoa aus Kleineicholzheim angebracht.